# Im Hagen (Wipperfürth)
Im Hagen ist eine Hofschaft von Wipperfürth im Oberbergischen Kreis im Regierungsbezirk Köln in Nordrhein-Westfalen (Deutschland).

## Lage und Beschreibung
Die Hofschaft liegt im Osten von Wipperfürth an der Stadtgrenze zu Kierspe. Nachbarorte sind Klaswipper, Kleinfastenrath, Speckenbach, Großfastenrath, Kerspe und Neuenhaus. Die Staumauer der Kerspetalsperre befindet sich einen Kilometer nordwestlich von Im Hagen. Im Osten fließt der Großfastenrather Siepen und im Westen der Speckenbach vorbei.
Politisch wird der Ort durch den Direktkandidaten des Wahlbezirks 13 (130) Ohl und Klaswipper im Rat der Stadt Wipperfürth vertreten.

## Geschichte
1533 wird „Hagen“ in einer Abgabenliste der katholischen Kirchengemeinde Sankt Nikolaus Wipperfürth genannt. Die Karte Topographia Ducatus Montani aus dem Jahre 1715 zeigt unter dem gleichen Namen einen Hof. Die Topographische Aufnahme der Rheinlande von 1825 zeigt in der Hofschaft Hagen drei einzelne Gebäudegrundrisse. Erst ab der topografischen Karte von 1967 lautet die Ortsbezeichnung „Im Hagen“.

## Busverbindungen
Über die in 240 m Entfernung an der Bundesstraße B237 gelegene Bushaltestelle „Im Hagen“ der Linie 336 (VRS/OVAG) ist eine Anbindung an den öffentlichen Personennahverkehr gegeben.

## Wanderwege
Der vom SGV ausgeschilderte örtliche Rundwanderweg A1 führt durch die Hofschaft.